# Перфецкий, Евген (скрипач)
Евген Перфецкий (укр. Євген Перфецький; 5 ноября 1882, Коломыя — 1 сентября 1936, Львов) — украинский скрипач и музыкальный педагог.
Родился в семье Ромуальда Перфецкого (1843—1933), преподавателя польского и древнегреческого языков в Коломыйской гимназии; брат политика и общественного деятеля Романа Перфецкого. Двоюродный брат историка Евгена Перфецкого и художника Леонида Перфецкого.
С детских лет учился игре на скрипке в своём родном городе у Йозефа Шнабля и Адама Вронского. Изучал право во Львовском и Венском университетах. Одновременно в 1906 г. окончил Венскую консерваторию по классу Юлиуса Ствертки; в 1914—1915 гг. совершенствовался под руководством Отакара Шевчика. Утверждается, что Перфецкий стал первым украинским скрипачом — выпускником Венской консерватории. Концертировал в Вене, Львове, Кракове, Черновцах и других городах.
С 1908 г. и до конца жизни преподавал во львовском Высшем музыкальном институте имени Лысенко, став вторым украинским скрипичным педагогом в этом заведении после рано умершей Елисаветы Щедрович-Ганкевичевой (1885—1909). Среди учеников Перфецкого Роман Крыштальский и Роман Придаткевич.